# RheinEnergieStadion
El RheinEnergieStadion és un estadi de futbol amb una capacitat per a 50.997 espectadors. Se situa a la ciutat de Colònia, a l'estat federat de Rin del Nord-Westfàlia, a l'oest d'Alemanya. És la seu habitual del 1. FC Köln i de l'equip de l'NFL Europa Cologne Centurions.

## Història

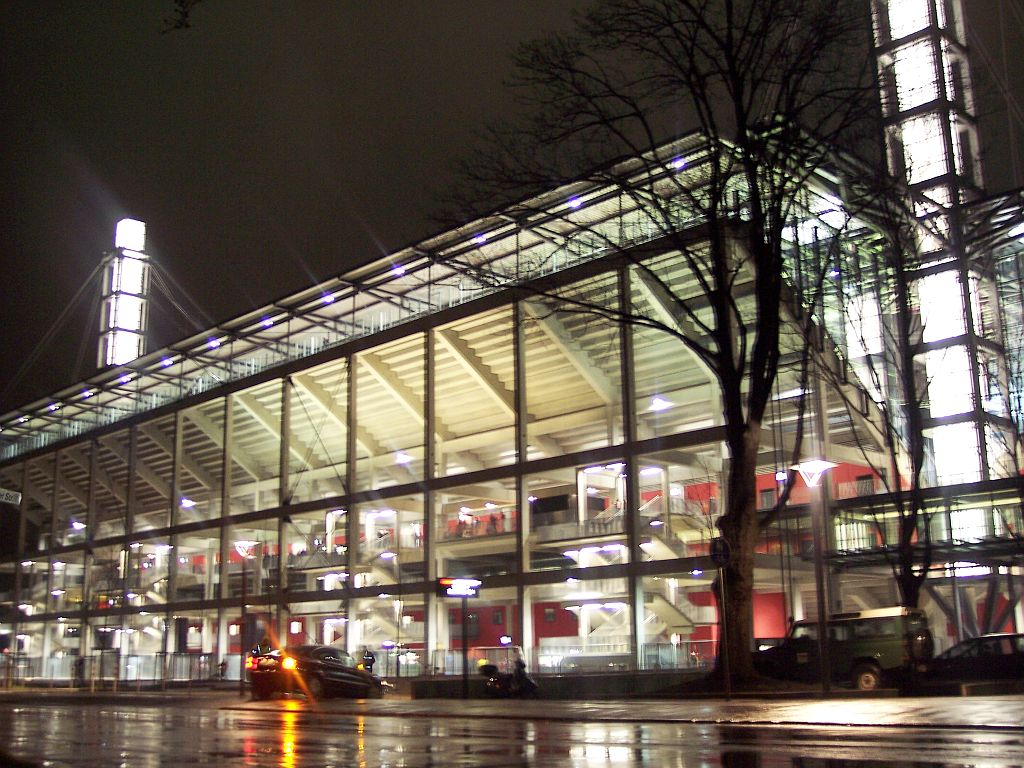
Exterior del RheinEnergieStadion

Fins a l'any 2000 va ser conegut com l'Estadi Müngersdorf, quan va ser completament reconstruït per a albergar la Copa del Món 2006, amb un cost de més de 110 milions d'euros. La reconstrucció d'aquest estadi va implicar eliminar la pista atlètica del vell Müngersdorfer, pel que ara les fileres superiors de les graderies tenen una inclinació de 34º i només vuit metres de distància entre el públic i el camp. Quatre mastelers de 72 metres d'altura sostenen el sostre.
Va ser seu de la Copa Confederacions 2005 i durant el desenvolupament de la Copa del Món 2006, passà a anomenar-se Estadi de la Copa del Món de la FIFA de Colònia (en alemany: FIFA WM-Stadion Köln), ja que la FIFA no permet cap mena de publicitat en el nom dels estadis. També durant aquest torneig la capacitat de l'estadi va ser reduïda a 46.120 espectadors per motius de seguretat.
El 21 d'agost de 2020 va ser la seu de la final de la Lliga Europa de la UEFA 2019-2020, on el Sevilla FC es va proclamar campió de la competició per sisena vegada, després de superar el FC Internazionale per 3-2.